# Mount Alarm
Der Mount Alarm ist ein 2877 m hoher Berg der Inland Kaikoura Range auf der Südinsel Neuseelands.

## Geographie
Der Gipfel ist der zweithöchste der Bergkette und nur acht Meter niedriger als der Tapuae-o-Uenuku, der wenige Kilometer nordöstlich aufragt. Wasser im Süden fließt zum Waiau Toa / Clarence River, wohingegen nördlich Zuflüsse des Awatere River liegen. Durch das Tal des letzteren Flusses führt die Awatere Valley Road.

## Geologie
Das Basisgestein besteht hauptsächlich aus Varianten des Sedimentgesteins von Sandstein und Mudstone sowie Kalkstein und Chert. Es stammt aus der frühen Kreide und ist etwa 100 bis 145 Millionen Jahre alt.